# 維蒂斯區
12°13′26″S 75°48′28″W / 12.2239°S 75.8079°W
維蒂斯區（西班牙語：Distrito de Vitis），是秘魯的一個區，位於該國中南部利馬大區的堯約斯省，始建於1944年2月7日，面積101.8平方公里，海拔高度3,616米，2005年人口515，人口密度每平方公里5.1人。